# Azzio
Azzio est une commune italienne de la province de Varèse dans la région Lombardie en Italie.

## Toponyme
Provient du nom latin de personne Accius ou Attius sans suffixe.

## Géographie
Azzio est un village perché, situé dans la province de Varèse, près du lac Majeur et non loin de la frontière suisse.
Il est niché entre les contreforts de la Lombardie et est situé à une altitude d'environ 400 m, du côté du massif de Campo dei Fiori.
Azzio est entouré par les sommets suivants : 
- le Sasso del Ferro (1 062 m) ;
- le Monte Nudo (1 235 m) ;
- le Monte Colonne (1 203 m) ;
- le Monte San Martino in Culmine (1 087 m).

L'eau de source abondante est recueillie dans les ruisseaux Bulgheroni et Viganella et dans la rivière Boesio, qui coule dans la ville de Azzio.
Le village dispose de vastes zones naturelles, qui conduisent dans le Parc de Campo dei Fiori, dans des endroits d'une beauté considérables tels que : 
- le Pian delle Noci ;
- le fort de Orino ;
- le bivouac du Cerro ;
- la source Fonte Gesiola.

## Économie
L'économie d'Azzio est caractérisée par la petite industrie, l'agriculture et de l'artisanat: ces activités sont toutes réalisées dans la sauvegarde de l'environnement naturel.

## Administration
| Période                                  | Période  | Identité       | Étiquette | Qualité               |
| ---------------------------------------- | -------- | -------------- | --------- | --------------------- |
| 8/06/09                                  | En cours | Eugenio Piotti |           | employé administratif |
| Les données manquantes sont à compléter. |          |                |           |                       |

### Hameaux
Mara, Oro, Torcino, Molino Dolza, Molinazzo, Convento, Umbera et une partie de Comacchio. 

### Communes limitrophes
| Brenta  | Casalzuigno       | Cuvio |
| Gemonio | Azzio             | Cuvio |
| Gemonio | Cocquio-Trevisago | Orino |

## Personnages illustres
- Gina Vaj Pedotti, (Azzio 1897 - Milan 1959), écrivaine et enseignante. Parmi ses nombreux écrits, le plus fameux: Sept pieds à la recherche de Tuli;
- Renée Reggiani, directeur et responsable de la dramatique télévisée RAI (années 50 et 60), auteur de romans pour enfants, tels que: Les aventures de cinq garçons et un chien, Le train du soleil;
- Virgilio Arrigoni (1931 - 2004) scientifique, érudit attentif aux détails historiques et culturels de la Valcuvia; auteur de nombreux ouvrages et collaborateur à la rédaction de nombreux magazines, comme Verbanus, Land and People;
- Virgilio Mascioni (1877-1946) peintre: fresque dans la chapelle de la Grâce, place du IV Novembre, la vieille église de Comacchio et de nombreuses églises dans le diocèse de Côme, Novare, Milan ;
- Floriano Bodini (1933-2005) sculpteur. Professeur à l'Académie Brera de Carrare, puis l'architecture à l'Ecole polytechnique de Darmstadt. Œuvres connues dans le monde entier et exposées dans des salons les plus prestigieux.
- Nino Cassani, sculpteur ;
- Professeur Raimondo Bariatti (1913-1992), éminent chirurgien, primaire de Padoue, à l'Ospedale Maggiore de Milan, président de la Fédération Nationale des Associations des Médecins;
- Professeur Alberto Scanni, depuis 1967, médecin principal du département d'oncologie médicale et de chimiothérapie à l'hôpital Fatebenefratelli à Milan. Titulaire d'un projet réalisé pour le CNR.